# Goyazia rupicola
Goyazia rupicola är en tvåhjärtbladig växtart som beskrevs av Taubert. Goyazia rupicola ingår i släktet Goyazia och familjen Gesneriaceae. Inga underarter finns listade i Catalogue of Life.